# السوريون في الكويت
السوريون في الكويت أو سوريو الكويت هم الأشخاص من سوريا المغتربون في الكويت، أو المواطنون الكويتيون ذوو الأصل السوريّ، بلغ عددهم في عام 2015 قرابة 120 ألف شخص.